# Liste von Schriftenreihen in der DDR
Diese Liste enthält belletristische Buch- und Heftreihen, sowie weitere Schriftenreihen, die in der DDR erschienen, in Auswahl.

## Belletristische Buch- und Heftreihen

### Aufbau Verlag Berlin

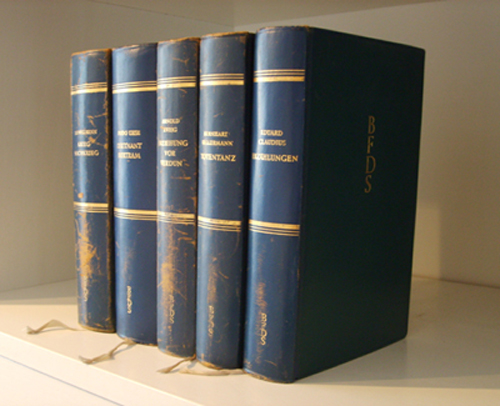
Bibliothek fortschrittlicher Schriftsteller, 1951

- Bb-Reihe (Billige Bücher), Taschenbuchreihe, 1958–1991, 622 Titel in 39, 5 Millionen Exemplaren, wichtigste Buchreihe des Aufbau-Verlages
- Bibliothek deutscher Klassiker
- Bibliothek der Weltliteratur, 1962–1991, davor
- Romane der Weltliteratur (mit Rütten & Loening), 1951–1957
- Bibliothek der Antike, 1963–1995
- Bibliothek fortschrittlicher deutscher Schriftsteller (BFDS), 1951–, vorher im Verlag Volk und Wissen, je 30.000 Exemplare, 3–6 MDN, Werke linker Autoren von 1900 bis 1945
- Deutsche Volksbibliothek (DVB), 1953–1967, 118 Bände, 2,85 MDN, breites Spektrum von deutscher Klassik bis Gegenwarts- und Weltliteratur
- Edition Neue Texte,  1971–1988, jüngere zeitgenössische Autoren
- Außer der Reihe, 1988–1991, Werke junger experimenteller Autoren, herausgegeben von Gerhard Wolf

### Reclam Leipzig

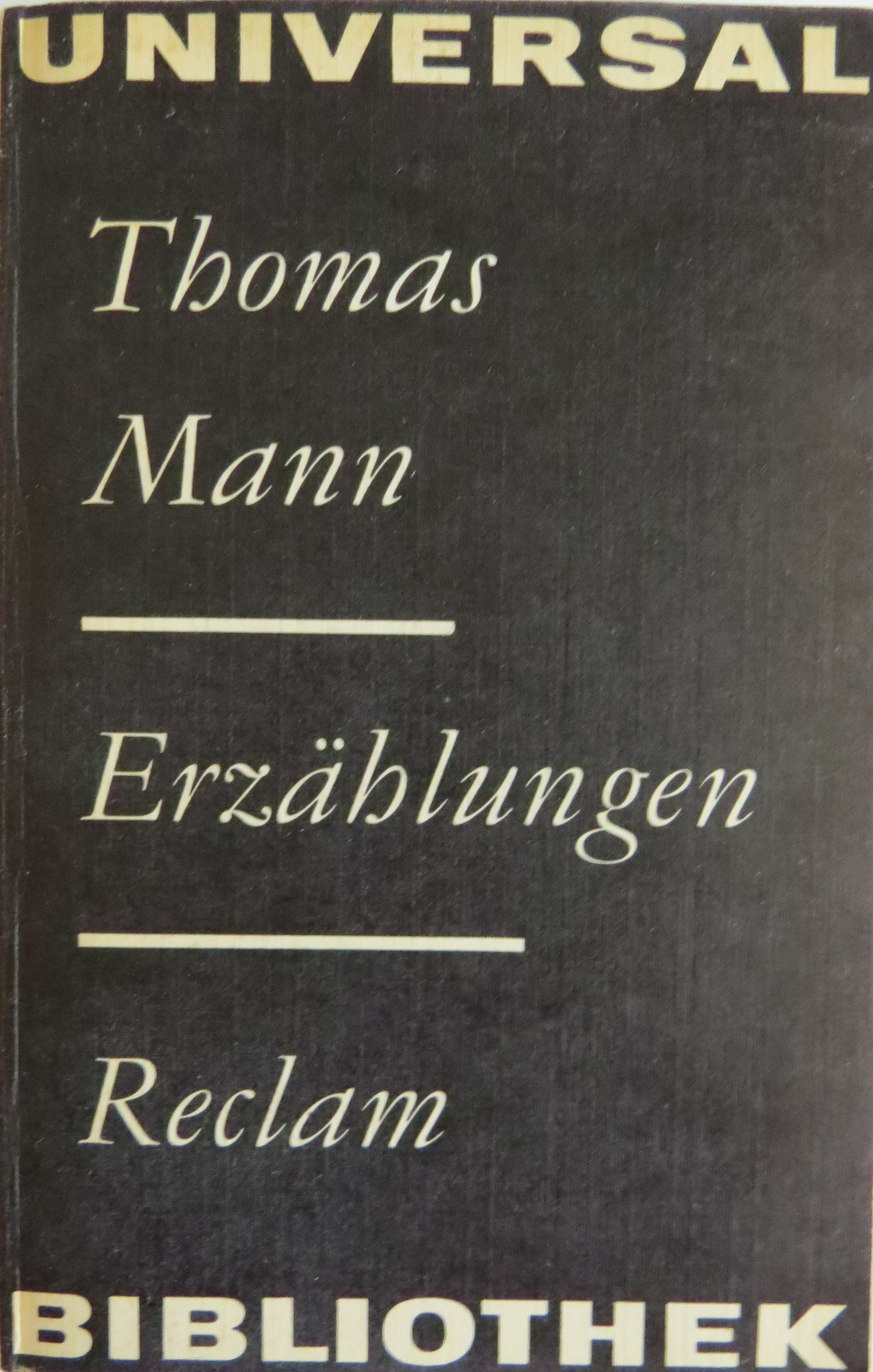
Thomas Mann, Erzählungen

- Reclams Universal-Bibliothek, 1945–1990, mehrere tausend Titel, wichtigste Taschenbuchreihe in der DDR

### Verlag Volk und Welt Berlin
- Ex libris
- Ad libitum Sammlung Zerstreuung, 1985–1992, Buchreihe von Anthologien anspruchsvoller zeitgenössischer Literatur
- Erkundungen, 1966–1996
- Roman-Zeitung, 1949–1990, monatliche Heftreihe, mit jeweils einem Roman
- Seven Seas Publishers, 1958–1980, Buchreihe mit anderen Verlagen
- Spektrum, 1968–1993
- Österreichische Bibliothek, 1985–1990
- Weiße Reihe Lyrik international, 1967–1991
- Volk-und-Welt-Report
- K-Reihe (mit Verlag Kultur und Fortschritt), 1964–1990
- Krimi Abenteuer Phantastik (KAP), 1966–1971, Heftreihe

### Henschelverlag
- dialog, 1973–1987, vor allem Theatertexte, auch Hörspieltexte, u. ä.

### Buchverlag Der Morgen
- Märkischer Dichtergarten, 1980–1997, 17+4 Bände über brandenburgische Dichter

### Verlag Neues Leben Berlin
Im Verlag Neues Leben erschienen Buch- und Heftreihen vor allem für jüngere Leser.
- Poesiealbum,  ab 1967, wichtigste Lyrikheftreihe in der DDR, jeweils mit einem Autor
- nl konkret, ab 1971/1974
- NL-Podium, ab 1973
- Kompass-Bücherei, 1959–, Taschenbücher

- buchclub 65, ab 1965, Bücher des Verlages für Mitglieder einer Buchgemeinschaft
- Buchclub der Schüler, 1965–1974
- BASAR, ab 1973, Kriminalromane
- Spannend erzählt, ab 1953
- Das neue Abenteuer 1949–1950 (10 Hefte), 1952–1990 (522 Hefte), Romanhefte
- Abenteuer aus weiter Welt, 1955–1956, Heftreihe
- Klassikerbibliothek für die deutsche Jugend, 1953–1966, Buchreihe
- Die kleine Bücherei (auch Die kleine Jugendbücherei), 1947–1949
- Neue Edition für junge Leute, Buchreihe, interne Bezeichnung, in einheitlicher Ausstattung[2]

### Verlag Junge Welt
- Mosaik, 1959, Comicheftreihe, vorher seit 1955 im Verlag Neues Leben

### Kinderbuchverlag Berlin
- ABC Ich kann lesen[3]
- Alex Taschenbücher[4]
- Die kleinen Trompeterbücher
- Paperback für junge Leute
- Robinsons billige Bücher

### Das Neue Berlin
- Blaulicht, wichtigste Krimiheftreihe in der DDR
- SF Utopia , Science-Fiction-Taschenbücher
- DIE – Delikte Indizien Ermittlungen, Krimihefte Berlinische Miniaturen, 1948–1955, 22 Bände

### Militärverlag
- Tatsachen, ab 1961, Heftromanreihe
- Meridian, 1966–1980, etwa 90 Hefte, Abenteuerromane
- Erzählerreihe, ab 1958
- Kleine Erzählerreihe, ab 1960, als Fortsetzung der Broschürenreihe des Verlags Sport und Technik
- Das Taschenbuch, ab 1969 .

## Weitere Buchreihen

### Aufbau Verlag
- Philosophische Bücherei, 1954–1957

### Verlag Neues Leben
- Passat-Bücherei, 1958–1964, mit Urania Verlag und Verlag Volk und Gesundheit (dort ab 1964), populärwissenschaftliche Bücher
- Ratgeber für junge Leute, 1972–
- Neue Wissenschaft, 1952–1954

### Kinderbuchverlag
- Mein kleines Lexikon
- Pionierkalender
- Regenbogenreihe